# 敏拉
敏拉，《清史稿》称麥龍，是缅甸勃固省沙耶瓦底縣敏拉镇区下辖的一个镇。位于奥波以南约20公里处，位于2号国道旁。它位于仰光以北约155公里处。1908年其人口为2553人。第三次英缅战争期间，该镇被英方占领。